# 陶鲁比永城堡
陶鲁比永城堡（法语: Château de Tourbillon）是位于瑞士瓦莱州锡永的一座中世纪城堡，与瓦莱里圣母圣殿相对。城堡在1788年的一场大火中被毁，仅存废墟。现已列入瑞士国家和区域重要文化财产名录。

## 城堡遗址
城堡遗址位于锡永城市最高处的岩石顶部。到达这里需要攀登陡峭的台阶。城堡周围沿着不规则的顶部，环绕着一道幕墙。建筑群的西侧是一座五边形的防御建筑。15世纪的小堂位于东南角。尽管大火烧毁了城堡，但是小堂里的的壁画仍然完好无损。一座细高的瞭望塔也矗立在这个角落。南墙有一座方形的门房。城堡主楼是矩形的，许多内墙仍然矗立。  